# Demokracja energetyczna
Demokracja energetyczna – polityczna, gospodarcza, społeczna i kulturowa koncepcja, która łączy technologiczną transformację energetyczną ze wzmacnianiem demokracji i udziału społeczeństwa. Pojęcie to związane jest z procesem decentralizacji systemów energetycznych z wykorzystaniem efektywności energetycznej i energii odnawialnej do transformacji w zakresie własności w energetyce. Dzięki nowym zielonym technologiom dostępnym na rynku takie przejście jest możliwe w przypadku nowych podmiotów: użytkowników indywidualnych – prosumentów, kooperatyw energetycznych, elektrowni komunalnych, które zastępują scentralizowane, korporacyjne elektrownie.
W książce "Odnawialne źródła energii w Polsce. Wybrane problemy bezpieczeństwa, polityki i administracji", autorzy definiując demokrację energetyczną, wskazują: "Dobra ze społecznego punktu widzenia polityka energetyczna musi zatem, na ile to możliwe, angażować społeczeństwo, reagować na oddolne bodźce i zróżnicowane potrzeby, ograniczać typowy w podobnych dziedzinach zapęd technokratyzacji, a także tworzyć poczucie „własności” procesu decyzyjnego. Wyróżniają też pięć społecznych aspektów demokratyzacji energetyki:
- przestrzenna organizacja systemu: system scentralizowany czy zdecentralizowany?
- struktura governance energetyki: kto zarządza, kto i w jaki sposób decyduje o kierunkach rozwoju systemu?
- ekonomia polityczna OZE: jak wygląda dystrybucja korzyści i kosztów ze źródeł odnawialnych?
- ekologia polityczna OZE: jaki wpływ na środowisko ma lokalna społeczność?
- bezpieczeństwo energetyczne: obejmuje ono zarówno kwestie zmniejszenia uzależnienia od importu i ograniczenie wydatków na zbrojenia związane z kontrolą nad wyczerpującymi się zasobami nieodnawialnymi, jak też bezpieczeństwo zdrowotne czy ograniczanie ubóstwa energetycznego[1].

Koncepcja ta jest promowana przez biznes energii odnawialnej, społeczności lokalne, związki zawodowe (np. Globalny Instytut Pracy), think tanki (np. Zielony Instytut) itp.